# Sulci di Marte
Segue una lista dei sulci presenti sulla superficie di Marte. La nomenclatura di Marte è regolata dall'Unione Astronomica Internazionale; la lista contiene solo formazioni esogeologiche ufficialmente riconosciute da tale istituzione.
I sulci di Marte portano il nome di albedo presenti sulle mappe marziane di Eugène Michel Antoniadi e Giovanni Virginio Schiaparelli che a loro volta si rifacevano a termini della cultura classica greca e romana.

## Prospetto
| Sulcus            | Eponimo                                                                                  | Latitudine | Longitudine | Diametro   |
| ----------------- | ---------------------------------------------------------------------------------------- | ---------- | ----------- | ---------- |
| Amazonis Sulci    | Amazonis - Con riferimento al popolo di donne guerriere della mitologia greca.           | 2,15° S    | 216,29° E   | 250,59 km  |
| Apollinaris Sulci | Aquæ Apollinares - Nome latino dei Bagni di Stigliano presso l'odierna Canale Monterano. | 11,06° S   | 177,47° E   | 188,64 km  |
| Arsia Sulci       | Arsia Silva - Foresta a nord di Roma dove furono sconfitti i Tarquini.                   | 6,29° S    | 230,19° E   | 500 km     |
| Ascraeus Sulci    | Ascraeus Lacus - Lago di Ascra, il villaggio natale di Esiodo.                           | 12,06° N   | 251,25° E   | 138,7 km   |
| Australe Sulci    | Mare Australe                                                                            | 84,99° S   | 133,06° E   | 357,91 km  |
| Candor Sulci      | Candor                                                                                   | 4,92° S    | 283,15° E   | 73,36 km   |
| Cyane Sulci       | Cyane                                                                                    | 25,4° N    | 231,34° E   | 335,94 km  |
| Gigas Sulci       | Gigas                                                                                    | 10,02° N   | 232,27° E   | 418,56 km  |
| Sulci Gordii      | Gordii                                                                                   | 19,02° N   | 234,27° E   | 400 km     |
| Lycus Sulci       | Lycus                                                                                    | 28,14° N   | 215,53° E   | 1350,61 km |
| Medusae Sulci     | Medusae - Con riferimento a Medusa, una delle Gorgoni della mitologia greca.             | 5,04° S    | 200,3° E    | 191,52 km  |
| Memnonia Sulci    | Memnonia - Con riferimento a Memnone, Re di Persia e Etiopia, alleato di Troia.          | 7,16° S    | 184,17° E   | 452,66 km  |
| Pavonis Sulci     | Pavonis                                                                                  | 4,01° N    | 242,63° E   | 425,8 km   |
| Sacra Sulci       | Sacra                                                                                    | 22,16° N   | 285,3° E    | 1009,05 km |